# تيم كالدويل
تيم كالدويل (29 أكتوبر 1913 في أستراليا - 17 يونيو 1994 بأورانج في أستراليا) (بالإنجليزية: Tim Caldwell)‏ هو لاعب كريكت أسترالي. لعب مع فريق جنوب ويلز الجديد للكريكت ‏.

## وصلات خارجية
- تيم كالدويل على موقع إي آس بي آن كريك إنفو (الإنجليزية)